# بلاط ملكي
البلاط الملكي هو المؤسسة أو الهيئة التي تحيط بالملك أو السلطان وتُشرف على شؤون الحكم والإدارة. يشمل البلاط الملكي مجموعة من المسؤولين، والمستشارين، والأمراء، والوزراء، والقادة العسكريين، والفقهاء، والشعراء، والفنانين، الذين يؤدون أدوارًا مختلفة في تسيير شؤون الدولة وإدارة القصر الملكي.
يُعتبر البلاط الملكي مركزًا للسلطة السياسية والإدارية، حيث يتم اتخاذ القرارات المهمة، وعقد الاجتماعات الدبلوماسية، وإدارة شؤون الدولة الداخلية والخارجية. كما كان للبلاط الملكي دور ثقافي كبير، إذ كان بمثابة مركز لرعاية الأدب، والفن، والعلم، حيث احتضن العديد من العلماء والأدباء والموسيقيين الذين ساهموا في ازدهار الحضارات.
في العصور الإسلامية، كان البلاط الملكي يُعرف أيضًا بـدار الخلافة أو دار الملك، وكان مقره في قصور الحكم مثل قصر الحمراء في الأندلس، وقصر الزهراء، وقصر الخليفة العباسي في بغداد، ودار السلاطين في إسطنبول. وكان البلاط يضم عدة مناصب، مثل الحاجب، والوزير، وكبير الأمناء، وكاتب السر، وقاضي القضاة، وغيرهم.
المصطلح أطلق بشكل عام على مقر الحكام، وأولئك الذين يحضرون مجالس الحكم باستمرار، وفي البلاط الملكي الكبير كان يجتمع أحيانًا بضعة آلاف من الأفراد سواء من المسئولين أو الخدم الموجودين دائمًا في خدمة ذلك الحاكم، وهناك الكثيرون ممن كان يحضر تلك المجالس رغبة في مكاسب سياسية أو مادية، أو حتى وسائل الترفيه والراحة الموجودة. إلى جانب أن تلك المجالس كانت مصدر الموضة وفيها نشأت وتطورت المجالس الثقافية والفنية والموسيقية.
في العصر الحديث، لا يزال مفهوم البلاط الملكي قائمًا في بعض الدول ذات الأنظمة الملكية، حيث يُعرف اليوم بالديوان الملكي أو القصر الملكي، وهو الجهة الرسمية التي تنظم شؤون الملك والعائلة الحاكمة، وتتعامل مع القضايا السياسية والإدارية للدولة.